# .re
.re — в Інтернеті, національний домен верхнього рівня (ccTLD) для Реюньйону.